# 美国艾滋病疫情

2006年22个州的HIV新感染的估计人数。
< 1000
1000 - 1900
2000 - 4900
≥ 5000

艾滋病在美国发现与1969年，可能来自于一名海地移民。2007年，美国因艾滋病累计死亡人数估计为583298人，其中 4891人为13岁以下的儿童。累计感染人数估计为1051875人。